# 唐颖
唐穎（1960年9月—），男，漢族，廣東珠海人，畢業於華中師範大學教育經濟與管理專業，在職研究生學歷，碩士學位。1977年10月參加工作，1984年10月加入中國共產黨。

## 生平
湖南師範學院體育專業畢業後，到珠海市第一中學任教，後來成為共青團珠海市委書記。1996年，轉至珠海市人民政府部門工作，曾任市黨組成員、秘書長、辦公室主任。2006年12月，任中山市人民政府副市長。2017年1月，任中山市人大常委会常務副主任。2020年5月，任中山市政協主席、黨組書記。